# Romana Župan
Romana Župan (Zadar, 22. svibnja 1987.), hrvatska jedriličarka.
Natjecala se na Olimpijskim igrama 2012. u klasi 470 i osvojila je 17. mjesto.
Na Mediteranskim igrama 2013. osvojila je srebro u klasi 470.
Bila je članica Svetog Krševana i Uskoka iz Zadra.